# Cycle d'orientation (Valais)
 (juillet 2024).
Le cycle d'orientation désigne le degré secondaire I mis en place dans le canton du Valais (Suisse). Il se divise en trois années (9e, 10e et 11e) et marque la fin de la scolarisation obligatoire à l'âge de 15 ans.

## Grille horaire Valais romand
| Disciplines                       | 1 CO (9e) | 2 CO (10e) | 3 CO (11e) |
| --------------------------------- | --------- | ---------- | ---------- |
| Disciplines                       | à niveau  |            |            |
| Français                          | 6         | 6          | 6          |
| Allemand                          | 3         | 3          | 3          |
| Mathématiques                     | 5         | 5          | 5          |
| Sciences                          | 2         | 3          | 2          |
| Anglais                           | 3         | 3          | 2          |
| Histoire/Citoyenneté              | 1.5       | 1.5        | 1.5        |
| Géographie                        | 1.5       | 1.5        | 1.5        |
| Éthique et cultures religieuses   | 1         | 1          | 1          |
| Activités créatrices et manuelles | 1         | 1          | 1.5        |
| Arts visuels                      | 1         | 1          | 1          |
| Musique                           | 1         | 1          | 1          |
| Éducation physique                | 3         | 3          | 3          |
| Économie familiale                | 1         | 1          | 1.5        |
| Informatique                      | 1         |            |            |
| Projets personnels                | 1         | 1          | 1          |
| Disciplines accentuées            |           |            | 1          |
| Orientations spécifiques          |           |            | 2          |

## Liste des cycles d'orientation du Valais romand
Les cycles d'orientation du Valais romand sont réparties en quatre régions : Monthey, Martigny, Sion, Sierre.

### Région Monthey
- Collombey - CO des Perraires
- Monthey - CO Le Reposieux
- Saint-Maurice - CO de la Tuilerie
- Troistorrents – CO de Troistorrents
- Vouvry - CO du Haut-Lac

### Région Martigny
- Fully - CO Fully-Saxon
- Le Châble - CO du Val de Bagnes
- Leytron  - CO deux rives
- Martigny - CO d'Octodure
- Orsières - CO ERVEO

### Région Sion
- Basse-Nendaz - CO Nendaz
- Conthey - CO Derborence
- Euseigne - CO Hérens
- Sion - CO des Collines
- Sion - CO St-Guérin
- Saint-Germain - CO Savièse
- Saint-Romain - CO Ayent

### Région Sierre
- Crans-Montana - CO Crans-Montana
- Grône - CO régional
- Sierre - CO Goubing
- Sierre - CO des Liddes
- Vissoie - CO Anniviers